# Xolmis velatus
La monjita velada, monjita rabadilla blanca o monjita de lomo blanco (Xolmis velatus), es una especie de ave paseriforme de la familia Tyrannidae perteneciente al género Xolmis. Es nativa del centro oriental de América del Sur.

## Distribución y hábitat

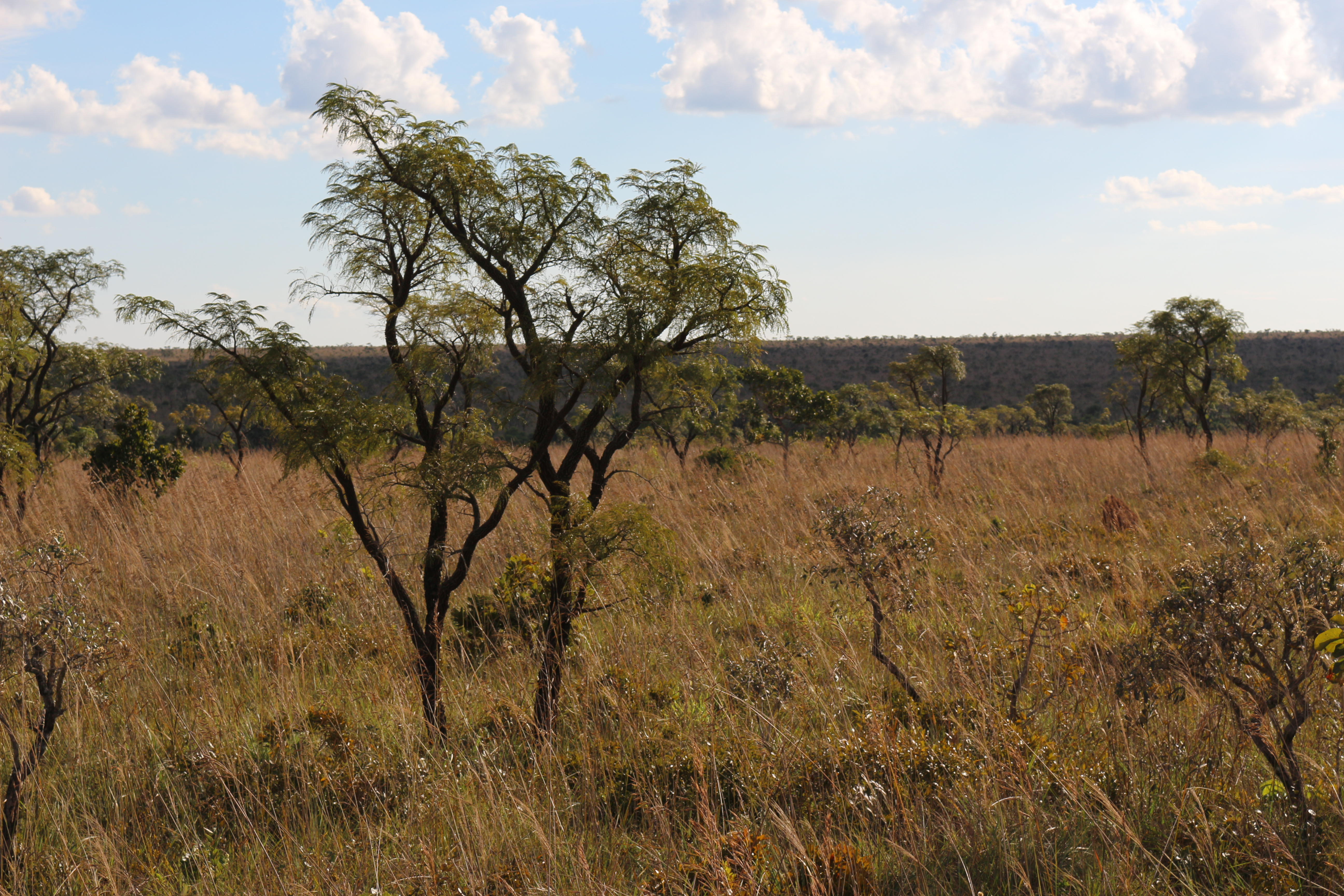
Cerrado en el Parque nacional de las Emas, Goiás, Brasil, ejemplo de hábitat de la especie.

Se distribuye del centro norte al sureste de Brasil (del bajo río Amazonas hacia el este hasta Maranhão, al sur hasta Paraná, rararamente hasta Santa Catarina, extendiéndose al oeste hasta el sur de Mato Grosso y Mato Grosso do Sul), norte y centro de Bolivia (Beni al este hasta Santa Cruz) y noreste de Paraguay. En Argentina es considerada rara con varios registros confirmados en las provincias de Corrientes y Misiones.
Esta especie es considerada bastante común en sus hábitats naturales: las sabanas del cerrado y áreas semiabiertas con arbustos y árboles dispersos, usualmente cerca de agua; con frecuencia alrededor de construcciones rurales y periferias de poblados. Por debajo de los 1000 m de altitud.

## Sistemática

### Descripción original
La especie X. velatus fue descrita por primera vez por el naturalista alemán Martin Hinrich Carl Lichtenstein en 1823 bajo el nombre científico Muscicapa velata; su localidad tipo es: «São Paulo, Brasil».

### Etimología
El nombre genérico masculino «Xolmis» deriva de un vocablo de origen incierta. Probablemente se refiere al azteca «xomotl», nombre de ave registrado por Hernández (1651) en México, o tal vez se refiera a un nombre guaraní no registrado; y el nombre de la especie «velatus», en latín significa ‘velado’, ‘cubierto’.

### Taxonomía
Es monotípica.